# آرتور گایک
آرتور گایک (انگلیسی: Artur Gajek؛ زادهٔ ۱۸ آوریل ۱۹۸۵) دوچرخه‌سوار اهل آلمان است.